# Robin Olsson (ishockeyspelare, född maj 1989)
Robin Olsson, född 30 maj 1989 i Luleå, är en svensk före detta professionell ishockeyspelare (back). Hans moderklubb är Sunderby SK.
Mellan åren 2007 och 2010 spelade Robin 93 matcher i Elitserien i ishockey och gjorde totalt 5 poäng (1+4).